# Liste des termes de catch

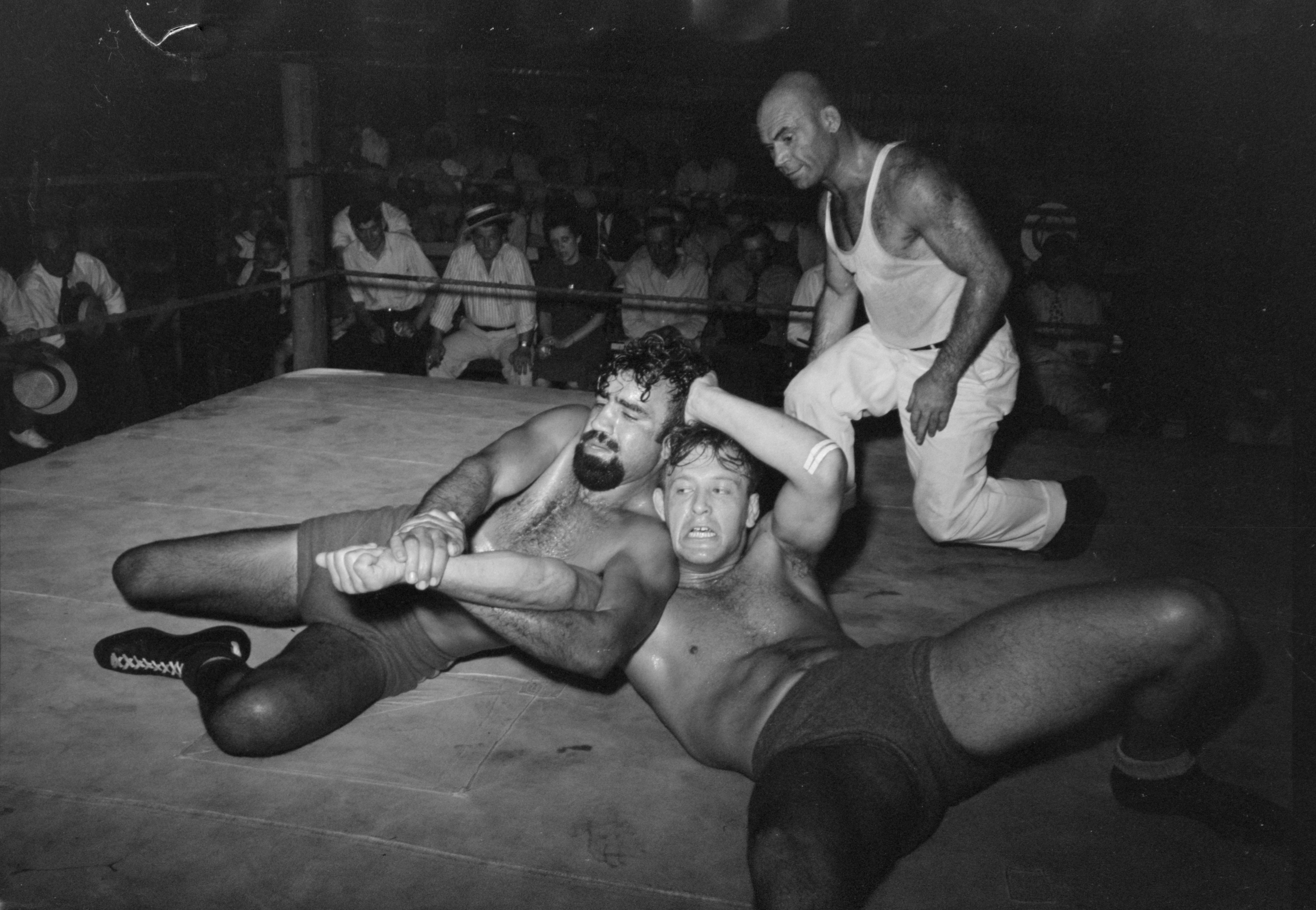
Un match de lutte à Sikeston, Missouri, mai 1938. Deux lutteurs se débattent sous le regard de l'arbitre (en blanc, à droite).

Le monde du catch a son propre jargon, au départ réservé aux membres du business et caché au public, mais désormais bien connu des fans. Chaque pays de catch (dont la France) a ses termes, et les emploie ou lui préfère l'anglicisme usuel. Cet article en recense l'essentiel (par anglicisme), les traduit en français, et les explique en langage courant :
- Haut – A
- B
- C
- D
- E
- F
- G
- H
- I
- J
- K
- L
- M
- N
- O
- P
- Q
- R
- S
- T
- U
- V
- W
- X
- Y
- Z

## A
A-ShowPour les promotions diffusant plusieurs émissions, un A-show est une émission qui comprend des catcheurs/catcheuses de premier plan et où les intrigues principales (par exemple les rivalités pour les ceintures de championnat) évoluent régulièrement. En général, les rivalités menant aux combats composant la carte de gros évènements, sont construites dans les A-Shows. Terme employé par opposition au terme B-Show.
A-TeamUne équipe (ou clan) solidement établie, et utilisée majoritairement en tant que telle dans les principales rivalités d'une promotion ou — tout du moins — de sa division par équipe. Par opposition au terme B-Team qui désigne des équipes d'appoint.
Agent ou Road AgentPersonne qui instruit et aide les catcheurs ou catcheuses à préparer les combats. Habituellement, les agents sont des catcheurs retraités et rompus à la préparation des matches selon les règles élémentaires de Psychologie de Combat. Il est courant de voir les Agents/Road Agents assurer la sécurité du roster titulaire et faire la sécurité entre eux au profit des promoteurs. À noter que le rôle d'agence traditionnelle d'un lutteur sera plutôt géré par le manager réel d'un lutteur dans le monde du catch, manager qui peut être tout à fait différent de celui visible sur scène.
AlignementType de personnalité utilisée par les catcheurs, managers et valets, vis-à-vis du public. Voir Face et Heel.
Angle
Au sens large, une intrigue spécifique parmi les histoires scénarisées racontées dans le catch à fins de spectacle ; C'est un élément de storyline.

Dans un sens plus restreint, un segment narratif entre deux matches lors d'une émission ou d'une exhibition de catch, et visant le plus souvent à introduire une rivalité ou faire se poursuivre un scénario en cours.
En France, on privilégiera le terme dans son sens restreint, utilisant les termes scenario, rivalité ou histoire pour les intrigues de sens général.

## B
B-ShowPour les promotions diffusant plusieurs émissions, un B-show est une émission qui comprend des catcheurs/catcheuses de second plan et où les intrigues principales (par exemple les rivalités pour les ceintures de champion) ne s'y développent pas ou peu, en tout cas sensiblement moins que dans un A-Show, terme désignant au contraire le show principal d'une promotion.
B-Teamune équipe ou clan de second plan, parfois même créée sur le tas pour occuper des lutteurs solo dépourvus de plans, compléter une carte ou une division par équipe. Par opposition au terme A-Team qui désigne les équipes en place et titulaires.
Babyfacevoir Face.
Backyard wrestling (« catch de jardin »)
Ce terme usuellement péjoratif désigne le catch imité par des amateurs, souvent dans leur jardin (d'où son nom) ; généralement pratiqué par des adolescents ou des jeunes adultes non formés, et au mépris de toutes les règles de sécurité sinon de bon sens requises par la discipline, et qui du fait de leur inexpérience prennent des risques inconsidérés. Le « backyard » a déjà provoqué des blessés graves en France comme ailleurs, et à ce titre est très mal vu par les professionnels du business, certains promoteurs n'hésitant pas à refuser catégoriquement de booker des lutteurs ayant pris part à cette pratique.
Bait-and-Switch (« appâter et changer »)expression anglaise décrivant une arnaque courante proche de la publicité mensongère, consistant à faire de la publicité pour un produit auprès d'un consommateur, puis fournir un produit différent après l'achat (voir article anglophone). Dans le domaine du catch, ce procédé est parfois utilisé par des promoteurs qui exaltent les fans en leur faisant miroiter un combat ou une exhibition attendue avec impatience, stimulant de ce fait la vente de billets d'entrée ou les achats en ligne. Finalement, l'évènement en question se transformera volontairement en pétard mouillé, sera joué à l'économie ou n'aura tout simplement pas lieu. Exemple : Jerry Lawler devait catcher contre Bret Hart au cours de l'évènement SummerSlam 1993, mais Lawler a simulé une blessure et s'est fait remplacer par Doink the Clown.
Blade Job ou Blading (« lame »)pratique qui consiste à se faire saigner volontairement grâce à une petite lame dissimulée pour qu'un coup asséné par l'adversaire paraisse plus brutal. Voir #Color.
Blind tag (« relais à l'aveugle »)Un changement fait dans un match par équipe sans qu'un des participants (ou l'arbitre) ne l'ait vu.
Blow offLe match final d'une rivalité (voir feud). Alors que les catcheurs impliqués se dirigent souvent dans de nouvelles rivalités, cela peut également être le dernier combat d'un catcheur au sein d'une structure donnée.
Blow UpLittéralement quand un catcheur explose (de fatigue), soit parce qu'il manque d'énergie, soit parce qu'il a réalisé des prises de haute voltige plus tôt dans un match, le fatiguant sensiblement.
Booker
- Au sens premier, cet anglicisme -prononcer "bou-keur" (auquel est préféré le terme français de scénariste) désigne la personne (ou groupe de personnes) en coulisses chargée d'écrire les storylines, angles, décider des combats de la carte et de leurs résultats.
- Au sens second, le verbe -prononcer "bou-qué" - désigne également le fait, l'action de déterminer une storyline, un angle, un combat ou son résultat, mais aussi d'engager un lutteur sur une exhibition donnée.

BookingCe qu'un booker fait. Le "Booking" est aussi le terme que le catcheur utilise pour décrire un match prévu ou une apparition dans un show de catch.
BotchMouvement raté involontairement, mettant à mal la vinak (voir Kayfabe) en laissant transparaître l'aspect chorégraphié d'un match. Le terme est utilisé tel quel en France, et jamais en direct.
BrawlerTerme américain. Qualifie un catcheur qui se bat principalement avec des coups et ne réalise que peu de prises de lutte. On privilégiera les termes stiff et stiffeur en France
BroadwayQuand un match à limite de temps, de 20 à 60 minutes, se termine par un match nul.
Bull (« taureau »)Un terme quelque peu tombé en désuétude pour désigner un promoteur de catch. On lui préfère le terme péjoratif de "mac" (maquereau) en France.
Bump (« chute »)Chute d'un catcheur au tapis. C'est le terme français qui est utilisé en France, d'une façon assez homogène et systématique. Savoir chuter correctement (pour ne pas se briser le dos) est le premier prérequis d'un apprenti catcheur, le premier cap dans son entraînement, si bien qu'un apprenti ne sachant pas chuter correctement par réflexe n'est pas produit sur scène. On désigne quatre types de chute : 
- les chutes avant (le lutteur part en avant et fait au moins une inversion avant de chuter au sol sur le dos),
- les chutes arrière (celles subies sur la plupart des attaques, dans lesquelles le lutteur part en arrière dos le premier,
- les chutes faciales (popularisées par l'américain Ric Flair) dans laquelle le lutteur part en avant et chute sur le ventre,
- les chutes de hauteur.

Bumper (« chuter »)
Prononcé "beum-pé", cet anglicisme désigne la capacité d'une personne (quel que soit son rôle) à chuter correctement et donc à prendre part à l'action de combat dans une exhibition. Ce n'est pas forcément le cas de toutes les personnes présentes dans l'action (par exemple les célébrités n'ayant pas d'entraînement catchesque, les valets, les annonceurs ou le personnel technique), aussi les promoteurs, agents et arbitres doivent s'enquérir de la capacité de bumper de chacun avant une exhibition. : Ce terme n'est pas utilisé en anglais, puisqu'il s'agit du verbe anglais usuel to bump (chuter).
Bury (« enterrer »)Anglicisme désignant la relégation d'un catcheur populaire aux yeux des fans. C'est aussi l'acte d'un promoteur ou booker pour causer à un catcheur une perte de popularité en le forçant à perdre de façon humiliante (squash) et/ou le faire participer à des storylines non-divertissantes voire dégradantes. Ceci peut-être le résultat de vrais désaccords entre le catcheur et le booker entrainant la chute forcée et punitive d'un catcheur en disgrâce avec une structure, qui peut aussi recevoir un gimmick impopulaire lui causant une perte de crédibilité aux yeux du public. Contraire du terme push.
Busted openTerme américain désignant un catcheur dont le front est ouvert, souvent (mais pas forcément) via blading. Ce terme n'est pas très usité en France.

## C
CarteTerme désignant l'ensemble des combats, angles et interviews prévues au cours d'une rencontre de catch. Ce terme désigne également la différence entre les lutteurs selon leur usage au sein d'une promotion : les lutteurs réguliers et mis en avant par une promotion (en général ceux qui mobilisent le mieux les foules et donc rapportent de l'argent) constituent le Haut de Carte, tandis que les autres moins importants (ou présents moins régulièrement, souvent les semi-pro ou les amateurs) sont laissés en Bas de Carte. Contrairement à ce que l'on pourrait croire avec les termes de Haut et Bas de Carte, les cartes sont lues du bas vers le haut lors des shows : les premiers matches sont ceux du Bas de Carte, tandis que les matches du Haut de Carte et les Matches Vedette ou Tête d'Affiche (Main Event) sont donnés plus tard dans la soirée. La confusion relevée ici provient du fait que les termes de Haut et Bas de Carte désignent davantage le positionnement des matches sur les anciennes affiches publicitaires (les matches Vedette et Tête d'Affiches étaient positionnés au centre de l'affiche afin de ne pas (ou plus durement) pouvoir être arrachées et donc appeler le public plus longtemps, rendant les affiches plus efficaces même à moitié arrachées), que les emplacements des matches dans l'ordre de la Carte.
Catchphrase
Phrase, mot ou expression utilisée de façon récurrente par les catcheurs et catcheuses. Souvent conçue avec l'intention qu'elle soit reprise en chœur par le public (et à terme réutilisée sur des produits dérivés, alors rendus populaires grâce au lutteur qu'ils représentent).
Cheap heatTerme américain. Quand un catcheur (souvent un heel) incite à une réaction négative de la foule d'une manière facile et peu recherchée (les exemples les plus récurrents incluent les doigts d'honneur, les insultes contre une ville ou une équipe sportive locale).
Cheap popTerme américain. Quand un catcheur (souvent un face) incite une réaction positive de la foule d'une manière facile et peu recherchée (par exemple, en brandissant le drapeau local, en complimentant une ville ou une équipe sportive locale). Mick Foley est très connu dans l'usage de cheap pops en utilisant le nom de la ville et montrant son poing levé à la caméra.
Cheap shot (« coup bas »)Terme américain. Dans le domaine du catch, les coups bas (coup en traître, coup dans les parties intimes...) sont le plus souvent utilisés à l'insu de l'arbitre par des catcheurs peu scrupuleux (souvent des lutteurs irréguliers, des Heel) pour prendre l'avantage.
Circus (« cirque »)Terme américain. Réfère à l'utilisation extensive des gimmicks de type enfantins et peu crédibles. Souvent utilisé en référence à la World Wrestling Federation pendant les années 1980 et début 90, à cause de gimmicks comme celles des clowns, Jake Roberts et Terry Taylor.
Claret (« Bordeaux »)Terme britannique désignant le sang. Un promoteur, un responsable de booking ou encore un agent, peut ainsi demander à un ou plusieurs catcheurs « Donnez-nous du Bordeaux ». Voir Color, Blading.
Clean (« propre »)Adjectif anglophone qui caractérise une victoire à la loyale et selon les règles établies : clean victory, clean win... Voir Finish.
Clean house (« nettoyer la maison »)Terme américain désignant l'action d'un catcheur qui arrive sur le lieu de l'action et allonge tout le monde alors présent. Utilisé principalement par des lutteurs de carrure ou de prestige, à des fins scénaristiques ou de promotion. On emploiera le verbe nettoyer en France (ou les termes de nettoyage et nettoyeur selon l'usage visé).
Closet champion (« champion de placard »)Terme britannique très peu usité en France. Désigne un tenant du titre (habituellement un heel) qui craint la compétition, triche pour l'emporter (souvent par intervention d'un manager), et — quand il est forcé d'affronter de bons adversaires — se provoque délibérément une disqualification (car les titres ne peuvent changer de mains par disqualification) pour conserver son titre.
Color (« couleur »)Terme exclusivement américain désignant le sang, qui résulte habituellement d'un Blading. Lui sont privilégiés les termes Claret en Angleterre et Bordeaux en France.

## D
Dark match (match "dans le noir")Combat non télévisé ayant lieu lors de l'enregistrement d'un show, généralement juste avant la partie télévisée. Il sert à remplir la carte pour le public présent physiquement dans la salle (puisque les combats et angles sont utilisés individuellement à la télévision), mais aussi à repérer de nouveaux talents, à donner de l'expérience à des catcheurs peu expérimentés et à "chauffer la salle". Il peut aussi avoir lieu en fin de show avec des têtes d'affiche pour offrir un petit plus au public présent par rapport au public télévisé. On emploie cet anglicisme en France, ou le terme entier combat non télévisé, mais très rarement l'expression "dans le noir".
DivaAppellation officielle des catcheuses de la WWE de 1999 jusqu'en avril 2016. Elles sont depuis nommées Superstars comme leurs comparses masculins. Le terme "Diva" reste utilisé pour dénommer les participantes de certaines émissions de téléréalité de la WWE telles que Total Divas, il fait aujourd'hui office de différence entre une femme sachant chuter et une femme uniquement mise en scène à des fins d'eye-candy. Hors de la WWE, le terme Diva désigne également le côté féminin d'une personne, homme comme femme, et la propension à exiger de façon indue un certain traitement de confort. Terme péjoratif lorsqu'il est employé pour désigner quelqu'un(e) de façon legit, il peut aussi désigner quelqu'un(e) de façon vinak (ou son gimmick), et perd ainsi son côté péjoratif.
Dusty finishFinish spécifique consistant à voir un babyface remporter un match voire un titre alors que l'arbitre est KO et qu'un deuxième arbitre a pris sa place. Lorsque l'arbitre titulaire reprend ses esprits sans avoir vu ce qui s'est passé, il annule la décision de son collègue remplaçant et donne la victoire au heel, ce qui est censé faire enrager le public. Son nom vient du fait que Dusty Rhodes a énormément utilisé ce type de finish lorsqu'il était booker de la future WCW en 1986-87.

## E
Extreme wrestlingStyle basé sur les techniques aériennes fréquentes et l'usage d'armes. Similaire au catch hardcore.
ExtremistsAncien terme utilisé par la WWE pour désigner les catcheurs de la division ECW à cause de leur jeu extrême par rapport aux catcheurs des divisions Raw et WWE SmackDown. Le terme n'est absolument plus usité en dehors.

## F
Face (ou babyface ; « gueule d'ange »)
Catcheur ou catcheuse incarnant le protagoniste, appelé à centraliser sur lui l'appui du public. Par opposition à Heel, qui désigne le rôle opposé.

Terme américain. D'autres appellations sont utilisées selon les pays :

 États-Unis "(Baby)Face"

 France "Beau"

 Mexique "Técnico"

 Royaume-Uni "Blue-eyes"
Face turnVoir Turn.
Feud (« rivalité »)
Terme américain utilisé principalement dans les pays anglophones, désignant une rivalité entre deux ou plusieurs catcheurs mise en scène au gré de leurs confrontations, avec parfois pour enjeu (mais pas toujours) la course à un titre de championnat. Ces rivalités sont créées avec pour but de susciter de l'intérêt de la part du public ainsi qu'une implication émotionnelle plus forte chez le spectateur, et constituent le cœur du côté spectacle de la discipline.
On lui privilégiera le terme français dans l'Hexagone.
Finish (« fin »)Le dénouement d'un match, le plus souvent scénarisé à l'avance, qui dans le monde du catch peut revêtir bien des aspects différents pour alimenter une trame narrative (victoire à la loyale, disqualification, double décompte, interruption par des intervenants extérieurs, renversement de décision...). On appelle clean finish (« fin propre ») une fin de match par tombé, abandon ou KO sans tricherie ni décision arbitrale particulière, ce qui n'est pas forcément la norme dans le domaine du catch. Voir Screwjob et Dusty finish.

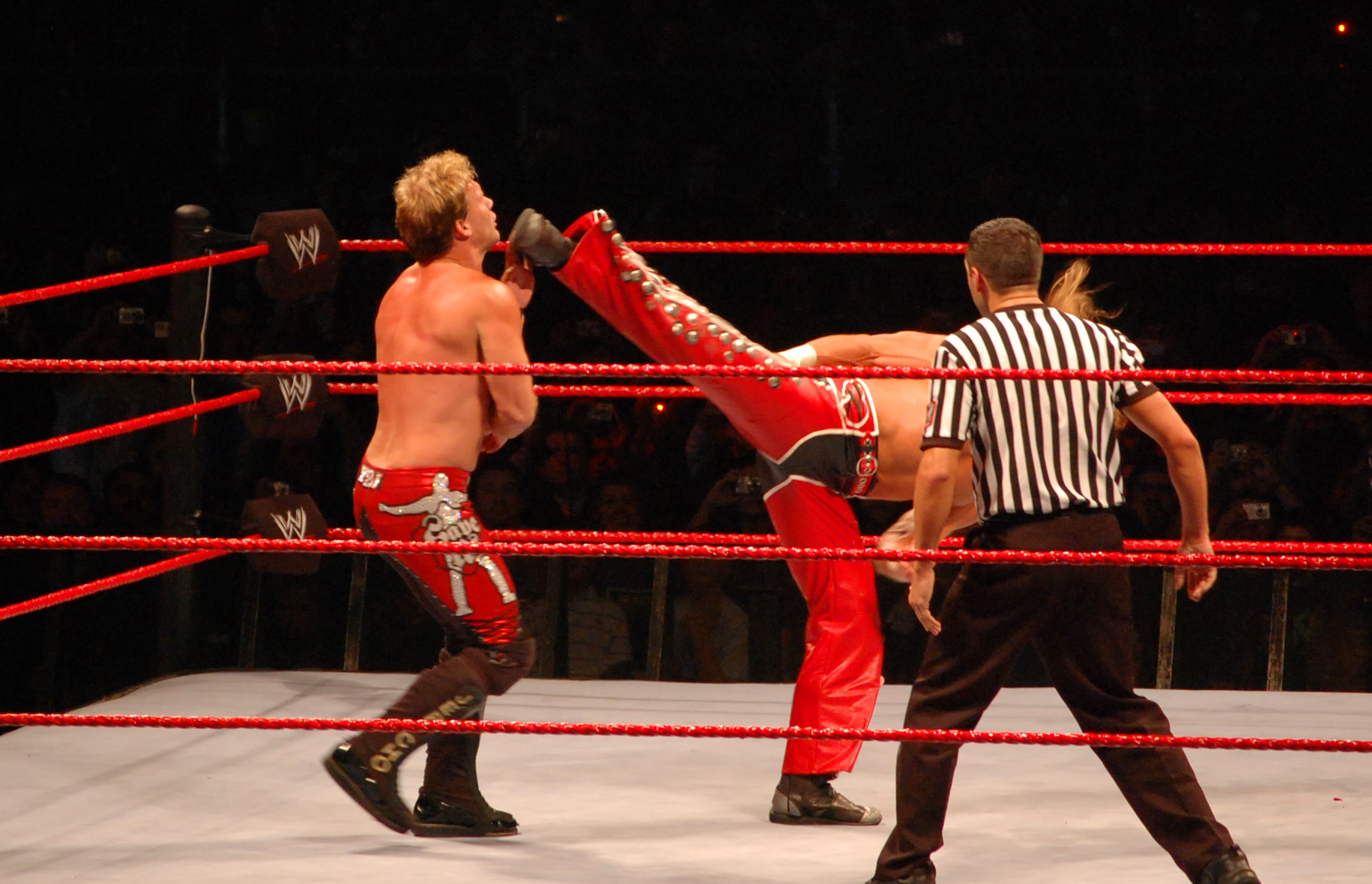
Shawn Michaels réalisant sa prise de finition (le « sweet chin music ») sur Chris Jericho.

Finisher (« prise de finition »)Ce terme désigne une prise de prédilection d'un catcheur, volontairement particulièrement impressionnante et/ou puissante, qu'il utilise le plus souvent pour achever (finish) son adversaire et ainsi s'adjuger la victoire.
Five star matchTerme américain désignant un combat de haute qualité technique et scénaristique. Combat méritant cinq étoiles, la plus haute note selon un système de notation inventé par le journaliste sportif Dave Meltzer. Le système de notation est généralement négligé dans l'Hexagone, et n'est utilisé que de l'extérieur.

## G
Garbage wrestling (« catch poubelle »)Terme péjoratif utilisé par les Japonais qui désigne le catch hardcore.
Gimmick(Nom masculin en français) Personnage qu'incarne un catcheur et dont il tient le rôle devant les écrans (exemple : un mort-vivant pour l'Undertaker). Par extension, particularité récurrente de ce personnage (exemple : Santino Marella avec son gimmick d'Italien). Désignait également par le passé un objet illégalement introduit dans un match et influençant la fin de celui-ci.
Go-overFrapper quelqu'un. Terme absolument inexistant en France. À ne pas confondre avec Get Over, qui désigne l'évolution positive d'un lutteur dans la carte.

## H
Haut de CarteDésigne l'ensemble des lutteurs d'une structure (ou d'une carte) spécifique prenant part aux combats principaux et Championnats de celle-ci, et donc logiquement mis en avant par cette dernière. Terme opposé au terme Bas de Carte désignant le reste de la carte.
Heat (« chaleur »)
Réaction négative du public envers un lutteur, normalement un heel. L'exact inverse de Pop. Le Heel doit rechercher à concentrer la Heat sur lui, afin que les acclamations du public soient concentrées sur son adversaire, et non diffuses entre les deux lutteurs et à ce titre amoindries. La capacité d'un heel à centraliser la Heat sur lui, est la principale mesure de qualité d'un heel.
Heel (du vieil anglais « salaud »)
Catcheur ou catcheuse incarnant l'antagoniste, destiné à s'attirer les foudres du public afin de concentrer les acclamations du public et d'obtenir une réaction finale unifiée, donc plus forte, du public quant à l'issue d'un combat. Par opposition à Face.

Terme américain. D'autres appellations sont utilisées selon les pays :

 États-Unis "Heel"

 France "Toc"

 Mexique "Rudo"

 Royaume-Uni "Heel"
Heel turnVoir Turn.
HighspotTechniques aériennes dangereuses et particulièrement impressionnantes, utilisées afin de stimuler le public vers la fin d'un combat.
Hold-upTerme désignant le départ d'un lutteur d'une structure dont il détient pourtant l'un des titres (Alundra Blayze est la première à l'avoir réalisé à la WWE, c'est également pour empêcher ceci qu'eut lieu quelques années plus tard le Montreal Screwjob). Le dernier exemple en date est CM Punk ayant réussi à quitter la fédération américaine avec le Championnat WWE lors de l'évènement Money in the Bank (2011).
House showType de show non télévisé, et souvent destiné à cimenter une clientèle locale ou bien à engendrer un appui financier à la promotion qui l'initie. Le terme de House-show ne peut être utilisé que par opposition à un show régulier d'une structure régulièrement diffusé par un biais identique (télévision, streaming, podcast, etc.), il ne peut donc être utilisé que par une structure qui dispose d'un show régulier, et donc pour désigner ses autres exhibitions.

## I
IndyDiminutif pour une fédération indépendante, référant à une structure encore trop petite pour s'arroger un roster exclusif.
International ObjectUn terme alternatif dans les années 1980/1990 pour désigner un foreign object à la WCW, car le terme « foreign » avait été décrété trop politiquement incorrect.
International SpotUn spot bien précis, facile à pratiquer et en théorie connu de tous les apprentis catcheurs, qui est généralement employé au début d'un match afin de meubler ou de pallier le trou de mémoire d'un des lutteurs.
Internet wrestling community (« Communauté du catch sur internet »)Des fans (souvent smart) qui débattent au sujet du catch par le biais d'Internet.

## J
Jobber ou Enhancement talentCatcheur de moindre importance dont le rôle est de perdre afin de mettre en valeur ses adversaires.
JoshiTerme exclusivement japonais, diminutif de joshiresu, qui désigne le catch féminin au pays du soleil levant.

## K
Kayfabe
 France "Vinak"
Fait de donner l'illusion, par tous les moyens possibles, que les combats de catch ne sont pas arrangés et que les personnages incarnés par les lutteurs sont bien réels.

## L
Legit heatRivalité, tension réelle entre catcheurs sur les rings mais aussi en dehors (ex. : Matt Hardy/Edge, CM Punk/Jeff Hardy, Lance Cade et Trevor Murdoch/Cryme Tyme).
Low-BlowUn Low-Blow désigne un coup bas entraînant selon les règles une disqualification immédiate (par exemple un coup dans l'entrejambe...).

## M
Main Event ("match "tête d'affiche")Anglicisme désignant le combat le plus important et le plus attendu lors d'une exhibition de catch, ayant lieu généralement en dernier. Il voit s'opposer deux catcheurs de premier plan et est généralement un combat de championnat. Il n'est pas rare qu'il se solde par une fin scénaristique (un catcheur engagé en attaquant un autre non engagé, disqualification volontaire, interruption par une autre personne). Il n'est pas rare d'avoir plusieurs Main-Event lors d’événements importants.
ManagerÀ l'instar de personnages flamboyants comme Jimmy Hart, un manager est une personne qui ne catche pas, en théorie particulièrement charismatique, qui accompagne un catcheur au ring, parfois intervient ou joue auprès du public, et qui généralement parle en son nom lors des interviews afin de pallier une éventuelle mal-aisance de son client avec un micro. Le manager sert également à donner du rythme au combat par diverses tricheries et amuse souvent le public en se faisant rudoyer pour ça par le lutteur adverse. Par opposition au terme Valet, qui désigne un personnage moins actif que le lutteur sur le ring et généralement présent à fins d'eye-candy ou de renfort visuel à un éventuel gimmick. Hors des rings, désigne également les agents personnels des lutteurs, par opposition aux road agents auquel est exclusivement attribué le terme "agent".
MarkTerme de fans désignant soit fan qui croit que le catch est totalement legit (que rien n'est scénarisé) ou alors un fan (croyant que le catch est réel ou pas) qui adore particulièrement un catcheur et/ou une structure de façon exagérée et qui pense que les autres catcheurs et structures ne valent rien. Par opposition au terme smart, il désigne en général le fan de catch moins intelligent et happé par ses émotions, plutôt que le smart qui appréciera le spectacle et l'effort dans son ensemble en suivant la raison et le bon sens. Existe également le terme smark, qui désigne les fans de catch croyant à tort appartenir à la catégorie des smarts. Ces termes de fans sont excessivement peu usités à l'intérieur du business.

## N
NearfallTentative échouée de tombé, lorsque l'arbitre ne fait qu'un compte de 2. Le terme est très peu usité de l'intérieur.
No Holds Barred (« aucune prise interdite »)Type de match où toutes les prises sont autorisées -y compris le low blow - et où il n'y a pas de disqualification. De par la tension et l'excitation qu'ils génèrent auprès du public lorsqu'ils sont bien employés, ces combats sont en général utilisés en fin de rivalité, mais aussi lorsqu'une legit heat est détectée entre deux lutteurs, afin d'évacuer les tensions. Contrairement au shoot (qui échappe au contrôle des structures et est à ce titre très mal vu par celles-ci), le No Holds Barred est décidé par la structure elle-même et n'est pas mal vu de celle-ci puisque la tension est mesurée et employée à juste dessein.: Du fait du film éponyme, le terme est parfois utilisé en France, mais lui est préféré les termes "sans disqualification" et "tous les coups sont permis" le cas échéant.
No-sell (« ne pas vendre »)Ce mot désigne un coup ou prise que celui l'ayant encaissé n'a aucunement vendu (voir sell). Il s'agit là d'une rupture volontaire de la crédibilité d'une prise, d'un combat, voire d'une volonté de rabaisser un lutteur en ruinant publiquement sa crédibilité aux yeux des spectateurs. Un No-sell legit (donc non prévu à l'avance d'un point de vue scénaristique par les bookers) est une faute lourde, et donc un motif légitime de renvoi d'un lutteur pour la promotion qui l'emploie.
No ContestUn combat de catch est déclaré "No Contest" lorsque tous les lutteurs engagés perdent ou gagnent en même temps et ce, quelle que soit la manière. Le cas le plus récurrent est celui d'une intervention extérieure au combat (un lutteur non engagé dans un combat) visant l'ensemble des partis en présence dans le combat. Le No Contest est souvent utilisé de façon scénarisée pour illustrer un lutteur impressionnant, arrivant par surprise et nettoyant le ring, en vue de le crédibiliser pour légitimer son emploi récurrent en haut de carte. On peut également l'utiliser pour lancer une rivalité.

## O
OverOn dit qu'un catcheur est over lorsqu'il réussit à faire réagir le public (négativement ou positivement selon son alignement), par sa simple présence.
Over-selltraduction littérale de "sur-vendre", ce terme désigne une vente exagérée d'un catcheur par rapport à une attaque de son adversaire. Par exemple si un catcheur traverse tout le ring après avoir reçu un simple coup de poing. Shawn Michaels a illustré cette pratique de main de maître contre Hulk Hogan lors de leur afforntement commun à WrestleMania.

## P
Pay-per-view (abrégé "PPV")
 France "Événement"

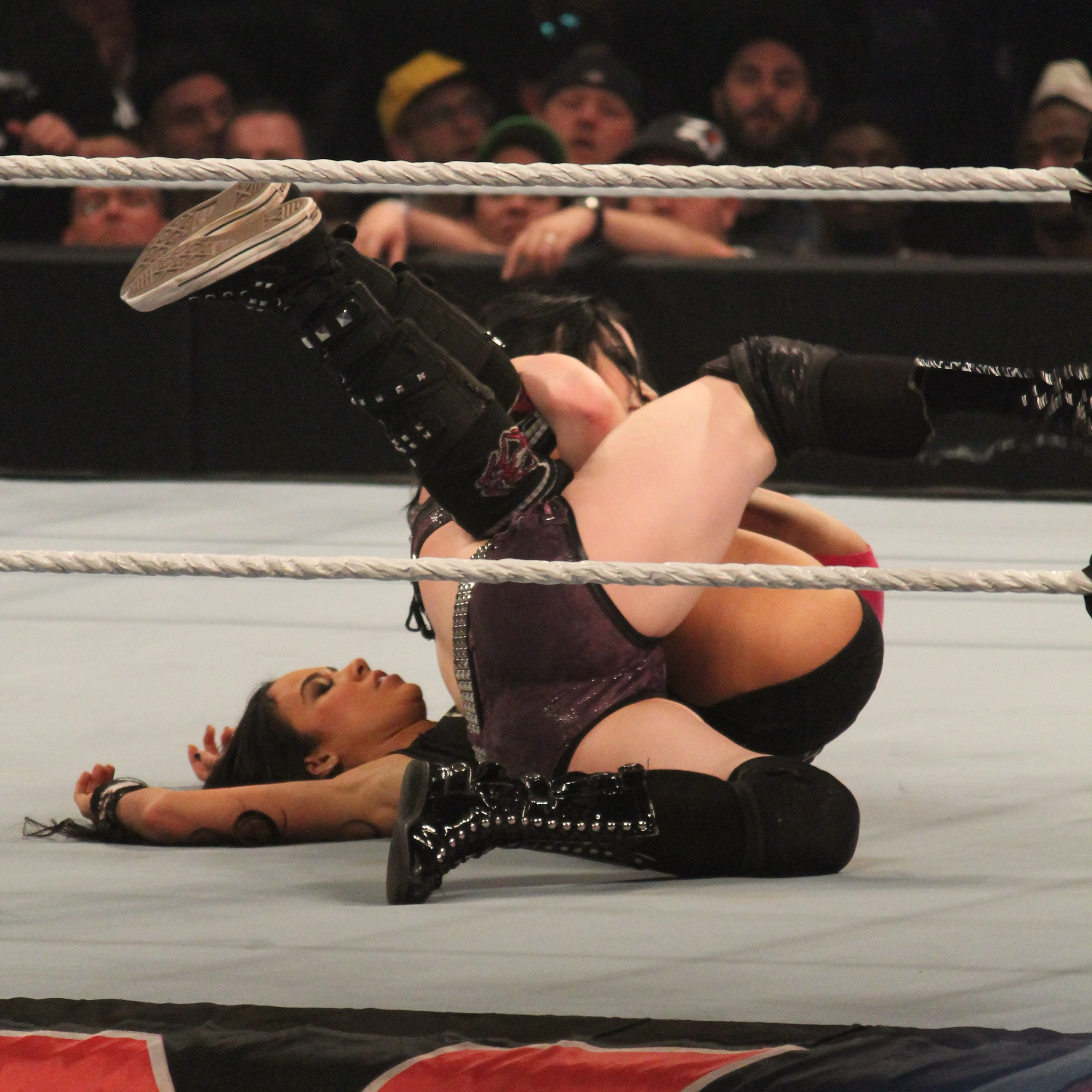
Paige prend AJ Lee pour remporter le titre de championne des Divas de la WWE et mettre fin au règne d'AJ lors du Raw post-WrestleMania

Le terme "pay-per-view" (littéralement "payez-pour-voir" ) désigne initialement le principe du "paiement à la séance" qui régit l'accès payant à certains contenus vidéo-diffusés, que ce soit ou non en direct et que ce soit ou non une rencontre de catch. Ce terme désigne aujourd'hui, par contraction courante au sein du monde du catch, une rencontre de catch filmée et diffusée à la télévision ou en ligne, et à l'accès règlementé selon le principe éponyme. Les fédérations réservent couramment leurs confrontations les plus attendues et à grand enjeu pour des rencontres exceptionnelles, communément à grand spectacle et dont la diffusion est réservée à ce contenu payant et exclusif, utilisant le format télévisé gratuit pour y attirer le public. Aux États-Unis, la WWE produit un PPV par mois, l'évènement le plus important de l'année étant WrestleMania, la plus grande rencontre de catch au monde. Depuis le milieu de l'année 2021, la WWE parle désormais de PLE pour ses shows : Premium Live Event, du fait de la diversification des systèmes de diffusion de contenu dépassant le seul cadre du paiement individuel à la séance.
Le terme est employé en France pour l'ensemble des évènements étrangers, du fait qu'aucune structure française ne peut proposer d'évènements à proprement parler à ce jour.
Pinfall ('tombé")Ce terme désigne le fait d'immobiliser les épaules de son adversaire au sol pour trois secondes, telles que les compte l'arbitre. C'est là la manière conventionnelle de remporter un combat de catch.
Plant (« plante »)Catcheur (inconnu des fans) qui joue le rôle d'un spectateur et qui provoque un catcheur pour que celui-ci l'attaque, afin de faire croire le public qu'un catcheur attaque un fan (ou l'inverse). C'est ainsi que débuta Santino Marella à la WWE, alors que le lutteur canadien était déjà connu au sein de l'Ohio Valley Wrestling, l'ancien territoire de développement de la mégastructure américaine.
PopRéaction positive du public pour un lutteur. Un babyface doit la rechercher, un Heel la fuir — tout du moins la faire obtenir à son adversaire — afin de concentrer la réaction du public et donc, la rendre plus forte qu'elle ne le serait si les avis divergeaient.
PromoInterview donnée par un catcheur, et visant particulièrement soit à faire monter la sauce en vue d'un combat à venir, soit à faire avancer une rivalité ou un scénario. On parlera de Self-Promo lorsqu'un lutteur visera à se vendre lui-même au travers d'une Promo, mais celles-ci sont beaucoup plus rares. Voir Vignette.
Promotion ("Structure")
Structure organisée (associative ou entreprise) produisant des shows de catch, sous la houlette d'un promoteur. Le terme est davantage utilisé hors de France qu'en France, ou on lui préfère encore le terme français de Structure.
Psychology (« Psychologie de Combat »)
Ce terme désigne l'ensemble des techniques tenant à la construction d'un combat (parfois d'une carte) visant à crédibiliser au maximum l'effort porté dans le sens du Kayfabe. Similaire au savoir-vivre, la Psychologie de Combat est un ensemble de règles de bienséance, sinon de bon sens, applicable dans un show de catch par l'ensemble des personnes y prenant une part active. Ne pas porter un coup trop tôt dans un match car il serait très violent s'il était legit, privilégier la lutte pure ou la bourre en début du combat et réserver les belles prises ou envolées à la fin, ne pas se relever trop tôt d'une prise qu'on encaisse et pas du tout d'un Finisher, ne pas utiliser une prise qu'un autre lutteur de la carte emploie comme Finisher, etc., sont des principes clés et permanents de la Psychologie de Combat, parmi tant d'autres, que les lutteurs, et en particulier les Road Agents, sont censés connaître au mieux et appliquer en permanence. Une bonne connaissance et application de la Psychologie de Combat fait souvent la différence entre un catcheur médiocre et un bon catcheur, entre une bonne école et une mauvaise, entre une promotion qui progresse et une qui stagne, voire périclite.
Push (« poussée »)Ce terme désigne la montée d'un catcheur du bas vers le haut de la carte. Le plus souvent, le catcheur commence par battre des adversaires de haut de carte, puis il finit dans les Main Events et/ou combats de championnat. C'est l'exact contraire du terme Bury, qui désigne le mouvement de carte inverse. Les Push et Bury sont décidés, contrairement au reste des décisions de booking, par les promoteurs et non par les bookers.

## R
Road AgentTerme anglais, puis américain. Voir Agent.
Roll-upAction de déséquilibrer un adversaire pendant un match afin qu'il se retrouve en position de tombé.
Rushed finish (« fin précipitée »)Fin prématurée d'un combat causée par un imprévu et/ou plus tôt que prévu, souvent après un botch et/ou une blessure rendant impossible la poursuite du combat. Le terme est peu utilisé en France.
Rope breakTerme utilisé pour se libérer d'une prise de soumission à la régulière en touchant la corde du ring. En France, le terme est davantage employé par les arbitres que par le reste des membres d'une structure, notamment lorsqu'ils s'adressent à des lutteurs anglophones. Il n'est que très rarement employé entre français.
RosterTerme américain. Liste des catcheurs et catcheuses employés à un moment donné dans une structure de catch.

## S
SafeTerme désignant un catcheur ne cherchant pas — voire cherchant à éviter — à toucher son adversaire, tout en restant le plus crédible possible. La chose est particulièrement pratiquée en Amérique, et dans les structures de catch officiant de façon régulière, dans lequel la blessure d'un lutteur peut paralyser des plans et des storylines, occasionnant par la même une perte financière. Opposé du terme Stiff.
Sandbag
Se dit d'un catcheur qui refuse d'aider son adversaire à lui infliger une prise induisant un effort mutuel dans une optique visuelle, telle qu'une suplex ou un bodyslam. C'est généralement le cas quand il y a des tensions legit entre les deux catcheurs. Le terme est utilisé de l'intérieur pour définir ce comportement nuisible et justifier une punition envers le lutteur incriminé au besoin.
ScrewjobUn match avec une fin controversée, souvent impliquant une tricherie ou intervention extérieure. Voir notamment le Montreal Screwjob.
Sell (« vendre »)Ce mot désigne la façon d'un catcheur de vendre un coup ou une prise, c'est-à-dire faire croire au public de la façon la plus réaliste possible que la prise (ou le coup) qu'il vient d'encaisser l'a sonné, ou tout du moins fait le plus mal possible. Le fait de vendre — et de bien vendre, ce qui signifie ni trop (Over-sell) ni trop peu (No-sell) — est un prérequis chez un catcheur désireux d'évoluer et de se bonifier : il s'agit de savoir rendre son adversaire plus impressionnant et redoutable qu'il ne l'est réellement, de rendre le personnage bien plus dangereux que l'homme (ou la femme) qui l'incarne.
Shoot
Désigne les occasions où les catcheurs sortent du cadre prédéfini par les bookers pour s'exprimer librement et de façon imprévue. La chose peut s'entendre de façon pratique (sur le ring), ou de façon scénique : un exemple bien connu des fans est celui de Dustin Rhodes qui, trouvant ridicule le personnage de Seven que voulaient lui faire jouer les bookers, l'a publiquement exprimé en s'adressant aux fans dès son arrivée sur le ring dans son costume de Seven en disant « Regardez-moi ça, je ressemble à l'Oncle Fétide de la Famille Addams ! », signant par la même occasion l'arrêt de mort du personnage.
Le shoot, par opposition au No-holds-barred, est impromptu et décidé bien souvent par un lutteur à l'insu de la structure, voire de son rival. C'est une faute lourde pouvant justifier un licenciement du lutteur incriminé.
On parle également de Shoot Interviews pour désigner des interviews données hors du cadre scénique d'une structure, dans lequel le catcheur (ou la catcheuse) s'exprime de façon ouverte et hors d'un personnage.
Shoot matchC'est un match ou les coups sont réellement portés (et non pas arrangés).
Shoot wrestlingVoir Shoot wrestling.
ShowmanTerme mélioratif désignant un catcheur particulièrement doué pour divertir les fans, parfois sans même catcher.
Smart (« intelligent »)Terme de fans désignant un fan ayant un grand nombre de connaissances dans la manière où le catch est scénarisé ou dans l'histoire de la discipline. Par opposition aux termes de fans mark et smark, qui désignent une personne croyant à tort connaitre le catch, et qui est plutôt péjoratif.
Sneak attack (« attaque sournoise »)Une intervention surprise pour attaquer ses adversaires.
Sports Entertainment ("Divertissement sportif")Voir Sports Entertainment.
SpotMouvement ou suite de mouvements préparés et convenus à l'avance entre les lutteurs et l'arbitre (éventuellement les bookers, voire les promoteurs). Les jeunes lutteurs (ou peu expérimentés) privilégient en général les spots dans la construction de leurs combats, tandis que les lutteurs plus aguerris laissent bien plus de place à l'improvisation.
Spot FestTerme péjoratif américain désignant la phase d'un combat (voire un combat entier) caractérisé par l'omniprésence de spots, le plus souvent au mépris de toute psychologie de combat, tant le no-sell y est fréquent et important. Certaines structures américaines, comme la Ring of Honor ou la Pro Wrestling Guerrilla, sont connues pour la présence de spotfest au cours de leurs combats. Le spotfest est souvent prisé des fans car visuellement impressionnant, mais méprisé par les professionnels car il s'agit d'une violation continuelle et organisée du Kayfabe qui heurte la crédibilité de la discipline dans son ensemble.
Spot MonkeyTerme péjoratif désignant un lutteur adepte du spotfest, sinon manquant cruellement de savoir-faire en termes de psychologie de combat et construisant ses combats sans prendre soin de crédibiliser ce qu'il fait. Un lutteur qualifié de spot monkey peut perdre des bookings de ce seul fait et mettre des années à reconstruire sa légitimité sur les rings.
SquashMatch très court, souvent à sens unique, organisé dans le seul but de mettre en valeur le vainqueur, généralement un catcheur au physique imposant mais peu doué techniquement.

Stable
Ce terme désigne un clan de catcheurs (minimum 3 personnes). D-Generation X, le New World Order, la Legacy, l'Evolution et le Shield en sont des exemples américains. En général, un clan est composé d'un leader, d'un manager (ou valet) et/ou d'un garde du corps et d'une tag team. Par exemple : dans le New Nexus, le leader est CM Punk, le garde du corps est Mason Ryan et la tag team est composée de Michael McGuillicutty et de David Otunga.
Stiff (« raide »)Ce terme désigne un catcheur qui utilise toute sa force pour porter un coup legit à son adversaire au lieu de le protéger comme le veut la discipline. Cela peut se faire de manière involontaire (accident / inexpérience) ou volontaire (haine réelle entre les adversaires / style volontairement prédéfini souvent au Japon). Le Stiff Wrestling est particulièrement impopulaire en Amérique, plutôt populaire en Europe et au Japon. Terme opposé au terme Safe.
Storyline (« scénario »)Voir Storyline. Ensemble scénaristique organisé par les bookers d'une promotion, accompagnant le plus souvent les rivalités et visant à créer un intérêt scénique — en plus de l'attrait purement sportif — à destination du public envers l'action en cours et à venir. Similaire à l'intrigue d'une histoire quelconque, le procédé vise à donner envie au public d'assister aux événements particuliers dans lesquels les scénarios trouvent leur conclusion.
Strong styleStyle de catch où les coups sont portés beaucoup plus durement qu'à l'habitude, le plus souvent à pleine puissance et dans l'intention de légitimer la discipline. Popularisé principalement au Japon dans les années 1990, il est cependant également populaire en Europe continentale. Le terme est également employé tel quel en France.
SuperstarTerme employé par la WWE désignant les catcheurs. Peu usité au-dehors.

## T
Tag (« relais »)Dans un combat par équipe, un catcheur doit toucher son coéquipier (qui se tient sur le bord extérieur du ring) pour passer le relais (la plupart du temps en lui tapant dans la main).
Tag TeamÉquipe de deux lutteurs dans les matches à relais, voir Tag team
Turn (« retournement »)Désigne le changement d'alignement d'un personnage. Celui-ci peut s'opérer dans les deux sens : le heel turn désigne le fait qu'un Face change de personnalité et devient un Heel ; le face turn désigne le phénomène inverse ; dans le cas beaucoup plus rare du double turn, les deux protagonistes d'une rivalité échangent leurs rôles en même temps. Les "turns" font partie prenante de l'arsenal des ressorts narratifs classiques du catch et ont lieu fréquemment. Ils peuvent se produire brusquement en plein match, ou lors d'un processus au long cours, ou encore subrepticement (quand un personnage adopte un nouveau caractère sans plus d'explications, parfois à la faveur d'un changement de Gimmick).
TweenerL'antihéros dans une intrigue. À ne pas confondre avec un alignement neutre, qui n'est pas utilisé. Le terme tweener est très rarement utilisé en France, et principalement par les fans.
TombéImmobilisation victorieuse de l'adversaire dont les deux épaules sont rivées au sol pour un compte de trois secondes. C'est la manière conventionnelle de remporter un combat de catch.

## V
ValetTerme désignant la simple présence effectuée par une personne accompagnant un lutteur aux abords du ring, sans davantage d'ajouts particuliers à l'action en cours, par opposition au manager qui lui représente l'atout charisme et bagout d'un lutteur, et ce indépendamment de son sexe. Les deux rôles de manager et de valet ont fini par fusionner plus ou moins durant l'époque moderne, malgré un retour en grâce des managers actifs ces dernières années.
VignetteVidéo-montage dans lequel des lutteurs ou des évènements y sont représentés dans un but de divertissement ou d'édification. Habituellement, ces montages sont effectués pour promouvoir les débuts d'un lutteur avant leur entrée sur scène.

## W
Work (« travail »)Terme pouvant désigner une multitude de choses se rapportant au fait que les catcheurs coopèrent pour faire croire à un public que ce qu'ils font ou disent est réel.
Workrate (« rythme de travail »)Le niveau de performance qu'un catcheur est capable de donner dans ses combats, en tenant compte de sa technique et de ses efforts. Le rythme d'un match dépend du soutien qu'apportent les catcheurs au combat, s'ils donnent du rythme ou s'ils ralentissent le match.

## X
X-Sign (« signe de croix »)
Signe employé par l'arbitre à la suite d'une interruption inopinée du combat alors en cours, afin d'appeler les secours médicaux en cas de blessure d'un lutteur sur le ring. Le X-Sign peut également être employé par l'arbitre de façon scénarisée, afin d'annoncer la blessure d'un lutteur permettant à la promotion qui l'emploie d'écarter celui-ci des rings pour diverses raisons.